# メディコ21
メディコ21（メディコにじゅういち、Medico21）とは、愛媛県を中心に四国・中国地方で展開されているドラッグストア・薬局である。
1. 株式会社メディコ・二十一は、かつてそれを展開していた企業。フジ100％出資の子会社[1]だったが、同郷愛媛のレデイ薬局による完全子会社化を経て2010年9月1日付でに吸収合併された。
2. 上記企業を源流とするレデイ薬局の店舗ブランド。

レデイによる吸収後は徐々にメディコ21名義の単独店展開地域を愛媛県内のみに縮小し、更に2014～15年にかけて愛媛県東予地方と南予地方において｢メディコ21｣から｢くすりのレデイ｣および「レデイ薬局」への転換が行われ、2015年12月時点では、フジ・フジグラン・エミフルMASAKI内の一部店舗を除けば愛媛県中予地方にのみ店舗が存在していた。しかし、それらの店舗も2015年内に「くすりのレデイ」または「レデイ薬局」への商号変更が行われ、2016年になった時点で単独店は完全に消滅した。
レデイ公式サイトによると2020年8月25日現在｢メディコ21｣のブランドを使用しているのは11店舗(うちコスメ専門店は5店舗)で、全てフジグラン店舗内にある店舗である。

## 沿革
- 1985年2月1日 フジの直営事業であった薬と化粧品を分離・分社化し、株式会社メディコ・二十一を設立。
- 2007年 同じく松山市に本社を置く同業会社「レデイ薬局」と資本・業務提携を結ぶ[5]。
- 2008年9月1日 株式交換によりレデイ薬局の完全子会社となる[6]
- 2010年9月1日 レデイ薬局と合併。存続会社がレデイ薬局になり、メディコ・二十一の社名は消滅した[7]。(上述の通りブランド名は存続。)

## 会社概要
- 本社 愛媛県松山市
- 事業 医薬品等の販売・調剤

## 店舗展開
レデイ薬局との合併前時点では、四国4県のほか、広島県、山口県に出店していた。2015年9月現在は、このうち愛媛県中予地方でのみブランド名が継続され、その他の地域は「くすりのレデイ」または「レデイ薬局」にブランド移行するか、近隣のレデイ店舗と統合され閉店するなどして消滅している。
- 立地条件
  - フジ（スーパー）内にテナント出店。
  - フジの大型ショッピングセンターに独立の建物をかまえ出店するもの。
  - 独立店舗
- 店舗形態
  - 薬局形態
  - ドラッグストア形態

上記に調剤薬局を併設しているものもあり、あわせて調剤薬局専門店も展開する。

## 店舗の特徴
- 「メディコ21サービスカード」というポイントカードを発行していた。100円（税抜）で1ポイント加算されるほか、500ポイントで500円の商品と引き換えられる。
- 一部店舗（特にフジに併設された店舗）では、エフカが使用できる場合がある。
- 一部店舗ではEdy、iD (クレジット決済サービス)、WAONおよび、クレジットカードが使える。クレジットカードを使用しても、ポイントカードに付加されるポイント率は変わらない。